# Markbächl
Das Markbächl  ist ein Bach in Oberbayern. 
Er entsteht an den Nordhängen des Kleinwildfeuerbergs, fließt nordwärts in Gräben, bevor er von links in die Illach mündet.